# Maria College
Il Maria College è un'università privata di indirizzo cattolico con sede a Albany, nello stato americano di New York.
Fu fondato nel 1958 dalle suore della misericordia per la formazione delle religiose della congregazione destinate all'insegnamento nelle scuole parrocchiali.